# The Uphill Path
The Uphill Path er en amerikansk stumfilm fra 1918 af James Kirkwood.

## Medvirkende
- Catherine Calvert - Ruth Travers
- Guy Coombs - Daniel Clarkson
- Dudley Ayers - Chadwick Blake
- Frank Beamish - Howard Mason
- Charles Craig - Gilbert Hilton